# Балахтимерево
Балахтимерево — деревня в Устюженском районе Вологодской области.
Входит в состав Залесского сельского поселения (с 1 января 2006 года по 9 апреля 2009 года входила в Хрипелевское сельское поселение), с точки зрения административно-территориального деления — в Хрипелевский сельсовет.
Расположена на правом берегу реки Ижина. Расстояние до районного центра Устюжны по автодороге — 16 км, до центра муниципального образования деревни Малое Восное по прямой — 9 км. Ближайшие населённые пункты — Давыдовское, Тюхтово, Чупрово.

## История
В конце XIX и начале XX века деревня административно относилась к Балахтимеревской сельской общине Хрипелевской волости Устюженского уезда Новгородской губернии.
К Балахтимеревской сельской общине относилась так же деревня Кошелево.
Согласно "Списку населенных мест Новгородской губернии за 1911 г." в деревне было 31 занятых постройками дворовых мест, на которых было 44 жилых строения. Жителей обоего пола - 169 человек (мужчин - 89, женщин - 80). Главное занятие жителей - земледелие. Рядом с деревней протекает река Ижина, на территории имелось 3 колодца. В деревне был хлебо-запасной магазин.

## Демография
По переписи 2002 года население — 28 человек (15 мужчин, 13 женщин). Основные национальности — русские (68 %), цыгане (32 %).

## Известные жители
- Чистяков Василий Михайлович (1908—1984) — уроженец деревни Балахтимерево, гвардии полковник, штурман дальнебомбардировочной авиации, Героя Советского Союза (1942).
- Титов Егор Карпович (1898—1945) — уроженец деревни Балахтимерево, красноармеец, санитарный инструктор 173-го стрелкового полка, полный Кавалер ордена Славы.